# Voglegg
Voglegg ist ein Gemeindeteil von Bernbeuren im oberbayerischen Landkreis Weilheim-Schongau. 
Der Weiler liegt circa eineinhalb Kilometer südlich von Bernbeuren und ist über die Kreisstraße WM 3 zu erreichen.

## Baudenkmäler
Siehe auch: Liste der Baudenkmäler in Bernbeuren#Andere Ortsteile
- Haus Nr. 22, Bauernhaus aus der ersten Hälfte des 18. Jahrhunderts